# Antechinus stuartii
Antechinus stuartii là một loài động vật có vú trong họ Dasyuridae, bộ Dasyuromorphia. Loài này được Macleay mô tả năm 1841.

## Hình ảnh

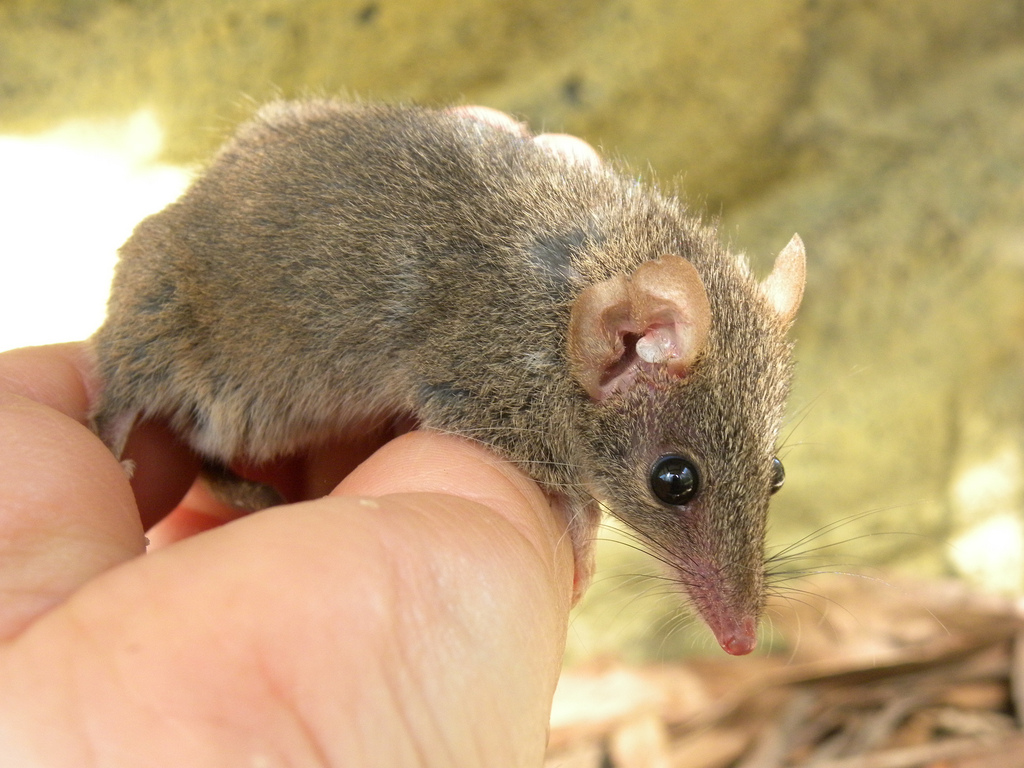